# Mirosława Szubska
Mirosława Teresa Szubska z domu Pasińska (ur. ok. 1960, zm. 25 marca 2020) – polska kajakarka, medalistka mistrzostw Polski.

## Życiorys
Jej pierwszym trenerem był Edward Fronczak. Była zawodniczką Nadwarnianki Nowy Dwór Mazowiecki, wielokrotną mistrzynią Polski. W latach 1988–2002 była trenerką młodzieżowych reprezentacji Brazylii i Portugalii. Od 2005 była członkiem Bydgoskiego Stowarzyszenia Sportów Wodnych „Brdy-Ujście”.